# Wiktoryja Czepikawa
Wiktoryja Czepikawa (ur. 29 sierpnia 1988) – białoruska wioślarka.

## Osiągnięcia
- Mistrzostwa Świata Juniorów – Brandenburg 2005 – czwórka podwójna – 2. miejsce[1].
- Mistrzostwa Świata Juniorów – Amsterdam 2006 – czwórka podwójna – 5. miejsce[1].
- Mistrzostwa Europy – Poznań 2007 – czwórka podwójna – 6. miejsce[1].
- Mistrzostwa Świata U-23 – Račice 2009 – czwórka podwójna – 5. miejsce[1].
- Mistrzostwa Świata U-23 – Račice 2009 – jedynka – 14. miejsce[1].